# Willa Piotrowskiego w Sopocie
Willa Piotrowskiego, nazywana też Willą Wernera – pałacyk w stylu neorenesansowym otoczony małym parkiem, jedna z rezydencji położonych w Sopocie, mieszcząca się przy ul. Kościuszki 41, róg ul. Władysława IV.

## Budowa
W końcu XIX w. Leon Władysław Piotrowski, posiadacz ziemski i przemysłowiec z Warszawy, m.in. właściciel fabryki czekolady oraz cukrowni i rafinerii „Michałowice” we wsi Leszno, nabył działkę oznaczoną nr 41 położoną przy ulicy Schulstraße, róg Baedeckerweg. Inwestor przeznaczył ją na letnią rezydencję dla swojej rodziny.
Architekt Wilhelm Werner zaprojektował pałacową rezydencję, której budowa realizowana była na podstawie zezwolenia budowlanego, wydanego 6 stycznia 1891. Najprawdopodobniej budowę i urządzenie ogrodu zrealizowano jeszcze przed sezonem letnim 1892. Rezydencja zdobiona była kamiennymi kolumnowymi balustradami, kamiennymi kwiatonami, elewacje ozdobiono płaskorzeźbami, rzeźbione były obramowania okien, szczyty zdobione motywami roślinnymi, od strony zachodniej znajdował się ryzalit z herbem, po obu stronach przybudówki umieszczono maszty flagowe. Budowla zachowała się w oryginalnym stanie, usunięto tylko ryzalit, maszty i rzeźbione liście z dachu.
W 1897 od strony ul. Szkolnej sopocki architekt Carl Kupperschmitt zaprojektował klasycystyczną świątynię dumania (altanę Afrodyty) o kolumnach korynckich. Wewnątrz ulokowano fontannę z basenem.
Początkowo od północy rezydencja przylegała do polnej drogi dojazdowej do innych nieruchomości, którą wkrótce utwardzono i nazwano Baedeckerweg (Władysława IV).
Pierwotne ogrodzenie było drewniane, obecny płot – kuty od strony ul. Kościuszki i mniej reprezentacyjny z siatki i stali od strony ul. Władysława IV – zbudowano w 1921, wyposażając go w dwie bramy – reprezentacyjną od frontu budynku oraz gospodarczą od strony ul. Władysława IV.

## Opis rezydencji
Pałac jest dwukondygnacyjny, podpiwniczony. Na każdym piętrze znajduje się pięciopokojowe mieszkanie, wyposażone w kuchnię, łazienkę i WC. Parterowe mieszkanie reprezentacyjne miało ściany udekorowane draperiami, na sufitach znajdowały się malowidła, uzupełnione sztukateriami. Ozdobnymi schodami w centralnej części rezydencji wchodziło się wprost do salonu od strony wschodniej, po przeciwnej zachodniej stronie było wyjście na balkon. Po północnej stronie znajduje się klatka schodowa, z której wchodzić można na pierwsze piętro i do pozostałych części budynku. Klatka schodowa wyposażona jest w balkon.
Przypałacowy mały park w formach geometrycznych: prostokątne dywanowe kwietniki, nisko strzyżony trawnik angielski. Altana była obsadzona rododendronami. Od bramy głównej do schodów wiodła żwirowa alejka. Po stronie wschodniej owalny trawnik z krzewami i drzewami iglastymi. Na terenie ogrodu rosną również: modrzew japoński, cis pospolity, żywotnik wschodni, orzechy włoskie, śliwa lubaszka, topola włoska, w części północno-wschodniej ogródek warzywny.

## Późniejsze dzieje
Po śmierci Piotrowskiego w 1912 zmieniali się właściciele willi. Kolejnym posiadaczem był wiedeński kupiec Serok, powiązany interesami ze Szwedami. Przemianował on pałacyk na „Szwedzki Dwór”. W 1921 nowy właściciel wybudował istniejące do dziś ogrodzenie, oraz w południowo-wschodniej części posesji stajnię, skład paszy oraz wozownię projektu i wykonania przedsiębiorstwa Witt & Goldberg. Wkrótce jednak obiekty te rozebrano.
Ok. 1928 nieruchomość przeszła na własność rodu Montenffel, zamieszkała tu baronowa Sophie von Montenffel-Szöge z domu Gräfin Rüdiger. W tym czasie przebudowano budynek gospodarczy po wschodniej stronie, urządzając w nim dwa garaże i mieszkanie dla szofera. Odbywały się tu znane w całym Sopocie bale dla elit. Fontanna i basen w altanie były zakrywane deskami, stawiano podium dla orkiestry. Przed II wojną światową w budynku rezydował duński konsul akredytowany w Gdyni Lucjan Byczkowski (1934). Montenffelowie sprzedali rezydencję 29 grudnia 1939 Szwedce Helmi Gohlubück-Gösta Kfin, żonie estońskiego konsula Erika Gohlubücka. Mieszkali oni tu do 1944.
Po wojnie willa stała się siedzibą konsulatu Stanów Zjednoczonych (1946), następnie mieszkanie na parterze zajął konsul szwedzki. Gohlubückowie sprzedali w 1953 nieruchomość Stefanowi Grabowskiemu – założycielowi Spółdzielni Marynarzy i Portowców. Transakcją tą żywo zainteresowało się Ministerstwo Spraw Wewnętrznych, co spowodowało, że w pałacu zamieszkały osoby pozytywnie zweryfikowane pod względem ideowo-politycznym, natomiast właściciele – pozbawieni prawa do zamieszkania w swojej własności – zmuszeni zostali do urządzenia sobie mieszkania w budynku gospodarczym na tyłach posesji. Jednocześnie kosztami eksploatacji obiektu ministerstwo obciążało właścicieli. W 1960 skończyła się kadencja konsula Szwecji, jednak właścicielom odmówiono prawa do zajęcia opuszczonych przez niego pomieszczeń, przeznaczając je na rezydencję konsula brazylijskiego. Ponownie przy tej okazji obciążono właścicieli kosztami remontu, częściowo też usunięto zieleń otaczającą pałac, zmniejszono też o 150 m² teren posesji. Na krótko przed tymi zmianami nakręcono w willi fragmenty filmu fabularnego Walet pikowy (reż. Tadeusz Chmielewski), w którym widoczne są oryginalne nasadzenia parku.
Konsul brazylijski Michael Joseph Corbett, promując muzykę swojego kraju, założył i finansował zespół Bossa-Nova, w którym grali polscy muzycy. Po jego wyjeździe do Azji MSW zrezygnowało z kontrolowania obiektu, jednak w 1974 założono spółdzielnię mieszkaniową, w której skład miała wejść nieruchomość po zaadaptowaniu jej do roli budynku wielorodzinnego. Spółdzielcy uzyskali poparcie premiera PRL Piotra Jaroszewicza. Nieopodal Willi Piotrowskiego, wśród otoczonej zielenią historycznej sopockiej zabudowy, wybudowano wieżowiec – pierwszy z planowanego osiedla. Mimo sprzeciwów właścicieli willi, państwo wpłaciło na ich konto ekwiwalent za wywłaszczoną część nieruchomości. W wyniku protestów sopocian i organizacji społecznych, realizacji projektu jednak zaniechano.
Obecnie obiekt jest własnością prywatną, w 2023 zmienił właściciela. 